# Flintsbach am Inn
Flintsbach am Inn è un comune tedesco di 2 914 abitanti, situato nel land della Baviera.